# Giuseppe Pepe (tiratore)
Giuseppe Pepe (Roma, 27 gennaio 1949) è un ex tiratore a volo italiano.

## Biografia
Nato nel 1949 a Roma, a 27 anni ha partecipato ai Giochi olimpici di Montréal 1976, terminando 50º nello skeet con 181 punti.